# メケオ族
メケオ族（メケオぞく、Mekeo）は、パプアニューギニアに住む少数民族。

## 居住地
ニューギニア、パプア中部に住んでいる。土地は肥沃だが、季節になると必ず洪水に襲われる。

## 生活
主食はヤムイモ。昔から耕作と漁労を生業としてきたが、近年賃金労働に従事するものが多く、また市場出荷を目的に米の栽培も導入した。
古くからの社会行動様式は壊滅したが、各村は依然として父系集団を中心に構成されている。

## 宗教
伝統の祖先崇拝は、キリスト教と船荷信仰に押されて残っていない。